# 袋川
袋川（ふくろがわ）は、鳥取県東部の鳥取市を流れる川で千代川の支流。鳥取市街地を流れる旧袋川と、鳥取市大杙から分かれて千代橋付近で千代川に合流する新袋川の2つの河道がある。単に「袋川」と言えば前者の「旧袋川」を指し、新袋川はその呼称のままで呼ぶ。本項でもこれに倣う。

## 地理
鳥取県鳥取市の扇ノ山に源を発し、鳥取市街を通って千代川に合流する。上流は雨滝川とも呼ばれ、扇ノ山の溶岩流が川をせき止めてできた急崖に、雨滝がかかる。

## 歴史

### 戦国時代まで
室町時代までの鳥取市は、低湿地に覆われており、久松山の山麓近くを蛇行して流れていた。その頃は『湊川』と呼ばれることもあったらしい。16世紀半ばに鳥取城が築かれると、湊川（袋川）は西側に対する重要な防御ラインとなった。

### 池田氏による鳥取城下の町作り
江戸時代になり、池田長吉つづいて池田光政が鳥取城に入ると、袋川には9つの惣門が設けられ、鳥取城の総構えとされた。特に池田光政は鳥取城および鳥取城下の大改造を行った。城下町の周囲にあたる従来の袋川の外側に新たな河道を掘削し、そちらを袋川として、袋川より内側を鳥取城下とした。この時に造られた川が、市街を流れている袋川（旧袋川）である。新たに造られた袋川の土手には竹が植えられ、有事の際には城下に迫る外敵の視線を遮り、敵の攻撃を防ぐ役割を持っていた。なお、従来の袋川は『薬研堀』と改称され、薬研堀の内側が鳥取城の郭内とされて侍屋敷が建てられた。
明治になって川土手の竹藪は苅り払われ、日露戦争の勝利や大正天皇の御大典を記念して桜が植えられ、市民の憩いの場となった。また明治以降は鳥取市内にも紡績工場が建てられ、燃料となる石炭や材木を運ぶ運搬船が川を行き来するようになったり、行楽のための屋形船や市民の足としてのポンポン蒸気船なども見られたりするようになった。

### 度重なる洪水・新袋川の掘削
鳥取のことわざで『弁当忘れても笠忘れるな』と言われるほど、鳥取は雨の多い土地柄である。鳥取市は、江戸時代からたびたび、袋川の増水による洪水に見舞われた。そしてそれは、藩政時代よりも文明開化後の明治・大正になってから、なお甚大な被害をもたらすようになった。こうした洪水による被害を受け、1919年（大正8年）1月に鳥取治水会が結成され、これは1921年（大正10年）には『千代川改修期成同盟』に発展する。そして1934年（昭和9年）に鳥取市大杙から千代橋付近までに新しい川が掘削されて通水した。これが新袋川である。この分水によって、鳥取市が大きな洪水に遭うことはほとんどなくなった。

### 水質の悪化と再生への努力
藩政時代から明治にかけては、市民の生活用水として、地域住民による自主的な清掃などにより、水質は清浄を保たれていた。住民が、コイやフナ、ウナギ、テナガエビ、シジミなどをとって生活の糧としていたことが言い伝えられている。しかし、昭和初期の新袋川の開通による流量の減少、さらに大戦後は工業廃液や生活排水の垂れ流しやごみの不法投棄などにより、水質は悪化の一途をたどった。このような現状を憂える市民により、1966年（昭和41年）に『袋川美化推進協議会』が、さらに1974年（昭和49年）には『鳥取市袋川環境整備研究会』が組織され、袋川再生への一歩が踏み出された。昭和50年代からのヘドロの浚渫や護岸工事、また市民による清掃活動などにより、袋川清浄化への取組がなされている。

## 流域の自治体
鳥取市

## 並行する交通

### 道路
- 鳥取県道31号鳥取国府岩美線